# (797) Montana
Pour les articles homonymes, voir Montana (homonymie).
(797) Montana est un astéroïde de la ceinture principale découvert le 17 novembre 1914 par l'astronome dano-américain Holger Thiele.
Sa désignation provisoire était 1914 VR.